# Pascal Deramé
Pascal Deramé est un coureur cycliste français, né le 25 juillet 1970 à Nantes. Professionnel de 1995 à 2002, il a notamment remporté le Grand Prix de Lillers en 2002. 

## Palmarès

### Palmarès amateur
- 1990
  - 3e de Nantes-Segré
- 1991
  - 2e du Circuit des Mines
  - 2e du championnat de France militaires sur route
  - 3e du Tour d'Auvergne
  - 3e de Paris-Évreux
- 1992
  - Circuit de Vendée
  - 3e du Tour de Loire-Atlantique
- 1993
  - Bordeaux-Saintes
  - 3e du championnat de France du contre-la-montre par équipes
- 1994
  - Primevère Montoise
  - Tour de Loire-Atlantique :
    - Classement général
    - 1re étape

  - Tour du Finistère
  - 2e du Grand Prix Gilbert Bousquet
  -  Médaillé d'argent du championnat du monde du contre-la-montre par équipes

### Palmarès professionnel
- 1995
  -  Champion de France du contre-la-montre par équipes (avec Cédric Vasseur, Nicolas Aubier et Arnaud Prétot)
- 1996
  - 3e étape du Tour du Poitou-Charentes
- 2002
  - Grand Prix de Lillers

## Résultats sur les grands tours

### Tour de France
4 participations
- 1997 : 131e
- 1998 : 84e
- 1999 : 140e
- 2000 : 111e

### Tour d'Italie
1 participation
- 2001 : abandon (20e étape)

### Tour d'Espagne
1 participation
- 1995 : abandon (1re étape)